# Andrei Jimich
Andrei Jimich –en ruso, Андрей Химич– (Makiivka, URSS, 14 de diciembre de 1937) es un deportista soviético que compitió en piragüismo en la modalidad de aguas tranquilas. 
Participó en los Juegos Olímpicos de Tokio 1964, obteniendo una medalla de oro en la prueba de C2 1000 m. Ganó una medalla en el Campeonato Mundial de Piragüismo de 1966 y cuatro medallas en el Campeonato Europeo de Piragüismo, en los años 1961 y 1965.

## Palmarés internacional
| Juegos Olímpicos   | Juegos Olímpicos      | Juegos Olímpicos  | Juegos Olímpicos |
| Año                | Lugar                 | Medalla           | Competición      |
| ------------------ | --------------------- | ----------------- | ---------------- |
| 1964               | Tokio (Japón)         | Medalla de oro    | C2 1000 m        |
| Campeonato Mundial |                       |                   |                  |
| Año                | Lugar                 | Medalla           | Competición      |
| 1966               | Berlín Oriental (RDA) | Medalla de plata  | C2 10 000 m      |
| Campeonato Europeo |                       |                   |                  |
| Año                | Lugar                 | Medalla           | Competición      |
| 1961               | Poznań (Polonia)      | Medalla de oro    | C1 1000 m        |
| 1961               | Poznań (Polonia)      | Medalla de bronce | C1 10 000 m      |
| 1965               | Bucarest (Rumania)    | Medalla de oro    | C2 1000 m        |
| 1965               | Bucarest (Rumania)    | Medalla de oro    | C2 10 000 m      |